# Golden Orange
La Golden Orange est un cultivar de pommier domestique.

## Description
- Épicarpe: Jaune à joues rouges[1].
- Chair: blanche, juteuse, sucrée-acidulée, proche de la Golden Delicious.
- Calibre: moyen.

## Règlementations et protections
GOLDEN ORANGE est une variété inscrite au registre de l'Union européenne:
- Numéro de variété: 10182
- Date d'inscription: 26/06/1998
- Demandeur: C.R.A.-FRU

## Origine
Création en 1979, Trento, Italie (Institut de recherches de Rome).
Distribuée vers 1996.

## Parenté
La pomme Golden Orange résulte du croisement de deux cultivars américains :
Golden Delicious x PRI 1956-6; plus précisément, c'est la Ed. Gould Golden qui a été utilisée.

## Pollinisation
Groupe de floraison: E (mi-tardive: 4 jours après Golden).

Pollinisateurs: Delbardivine delfloga, Florina, Crimson Crisp, GoldRush...

## Maladies
La variété Golden Orange
- possède le gène Vf de résistance aux races communes de tavelure du pommier[4],
- est peu sensible à l'oïdium,
- est tolérante aux pucerons cendrés.

## Culture
Utilisation: alternative à la Golden Delicious pour des cultures plus respectueuses de l'environnement, par exemple en agriculture biologique.

Vigueur du cultivar: moyenne à bonne

Maturité: début octobre

Conservation: jusque décembre